# Едвард Аделберт Дојзи
Едвард Аделберт Дојзи (енгл. Edward Adelbert Doisy; Хјум, 13. новембар 1893 — Сент Луис, 23. октобар 1986) био је амерички биохемичар. Заједно са Хенриком Дамом је 1943. године добио Нобелову награду за медицину за откриће витамина К и његове улоге у људској физиологији.